# Каталанови бројеви
Каталанови бројеви представљају низ природних бројева значајних у комбинаторици. Првих неколико Каталанових бројева је: 1, 1, 2, 5, 14, 42, 132, 429, 1430, 4862, 16796, 58786, 208012, 742900, 2674440, 9694845, 35357670, 129644790, 477638700, 1767263190..
Названи су у част белгијскога математичара Ежена Шарла Каталана.

## Дефиниција
Могу се дефинисати преко биномних коефицијената:
{\displaystyle C_{n}={\frac {1}{n+1}}{2n \choose n}={\frac {(2n)!}{(n+1)!\,n!}}=\prod \limits _{k=2}^{n}{\frac {n+k}{k}}\qquad {\mbox{ za }}n\geq 0.}
Алтернативан израз је:
{\displaystyle C_{n}={2n \choose n}-{2n \choose n+1}\quad {\text{ za }}n\geq 0,}

## Рекурзија
Каталанови бројеви задовољавају рекурзију:
{\displaystyle C_{0}=1,C_{n+1}=\sum _{i=0}^{n}C_{i}\,C_{n-i}} за {\displaystyle n\geq 0}
Пошто је {\displaystyle {\tbinom {2n}{n}}=\sum _{i=0}^{n}{\tbinom {n}{i}}^{2},} онда је:
{\displaystyle C_{n}={\frac {1}{n+1}}\sum _{i=0}^{n}{n \choose i}^{2}.}.
Задовољавају и следећу рекурзију:
{\displaystyle C_{0}=1,C_{n+1}={\frac {2(2n+1)}{n+2}}C_{n},}

## Својства
Генерирајућа функција Каталанових бројева је:
{\displaystyle \sum _{n=0}^{\infty }C_{n}z^{n}={\frac {1-{\sqrt {1-4z}}}{2z}}.}
Асимптотска вредност је:
{\displaystyle C_{n}\sim {\frac {4^{n}}{n^{3/2}{\sqrt {\pi }}}}.}

## Комбинаторика
Постоје многи проблеми у комбинаторици, чије решење су управо Каталанови бројеви.
Нпр. конвексни полигон са n + 2 стране да се расећи управо на {\displaystyle C_{n}} троуглова.
На слици је приказан пример за случај n = 4:
Потпуно бинарно стабло, где сваки вертекс има или двоје деце или је без деце, може да представља пример за Каталанове бројеве. Каталанови број {\displaystyle C_{n}} је број потпуних бинарних стабала са n + 1 листом.